# Jeff Ledbetter
Jeff Kyle Ledbetter (Fullerton, California, 15 de junio de 1988) es un baloncestista estadounidense que pertenece a la plantilla de Dorados Capital de la Liga de Básquetbol Estatal de Chihuahua. Con 1,91 metros de estatura, juega en la posición de base.

## Trayectoria deportiva

### Universidad
Jugó dos años en el pequeño community college de Irvine Valley, donde lideró a los Lasers en la segunda temporada, promediando 13,7 puntos, 3,6 rebotes y 2,7 asistencias por partido.
En 2009 fue transferido a la NCAA, a los Vandals de la Universidad de Idaho, donde jugó sus dos últimas temporadas de universitario, en las que promedió 8,0 puntos, 2,1 rebotes, 1,4 asistencias y 1,0 robos de balón por partido. En 2011 fue incluido en el segundo mejor quinteto de la Western Athletic Conference.

### Profesional
Tras no ser elegido en el Draft de la NBA de 2011, inició su carrera profesional en el CETAF/Vila Velha de la Novo Basquete Brasil, donde en 21 partidos disputados promedió 5,6 puntos. De ahí marchó a Suiza, regresando al continente americano para jugar en ligas menores de México, en los Pioneros de Delicias de la Liga de Básquetbol Estatal de Chihuahua y en los Jefes Fuerza Lagunera, donde promedió 12,3 puntos y 4,3 rebotes por partido, antes de fichar por los Lobos UAD de Mazatlán de la CIBACOPA en 2015.
En su primera temporada en el equipo mexicano promedió 15,9 puntos y 2,4 asistencias por partido, y tras su finalización, comenzó a compatibilizar su aparición en la CIBACOPA con la NBA Development League en los meses de invierno y primavera, tras probar y ser admitido por los Austin Spurs. En su primera temporada en el equipo texano promedió 9,6 puntos y 2,2 asistencias por partido.
En la temporada 2017-2018 se proclamó campeón de liga con los Spurs. En julio de 2018 firmó con el MHP RIESEN Ludwigsburg de la Basketball Bundesliga alemana, pero no fructificó finalmente, volviendo a ser reclamado en el mes de octubre por los Spurs.
En enero de 2024 fue adicionado al plantel de los Dorados Capital de la Liga de Básquetbol Estatal de Chihuahua.